# Bloomingdale, Illinois
Bloomingdale är en ort (village) i DuPage County, i delstaten Illinois, USA. Enligt United States Census Bureau har orten en folkmängd på 22 167 invånare (2011) och en landarea på 17,6 km².